# Tipos de personalidade
O tipo de personalidade refere-se à classificação psicológica de diferentes tipos de indivíduos. Os tipos de personalidade às vezes são diferentes distintos dos traços de personalidade, com os últimos incorporando um grupo menor de tendências comportamentais. Às vezes, diz-se que os tipos envolvem diferenças qualitativas entre as pessoas, ao passo que as características podem ser interpretadas como diferenças quantitativas. De acordo com as teorias de tipo, por exemplo, introvertidos e extrovertidos são duas categorias de pessoas fundamentalmente diferentes. De acordo com as teorias dos traços, introversão e extroversão fazem parte de uma dimensão contínua, com muitas pessoas no meio. Em contraste com os traços de personalidade, a existência de tipos de personalidade permanece extremamente controversa.

## Tipologias de personalidade clinicamente eficazes
Tipologias eficazes de personalidade revelam e aumentam o conhecimento e a compreensão dos indivíduos, ao contrário de diminuir o conhecimento e a compreensão como ocorre no caso de estereótipos. Tipologias eficazes também permitem maior capacidade de prever informações clinicamente relevantes sobre as pessoas e de desenvolver estratégias de tratamento eficazes. Existe uma extensa literatura sobre o tópico da classificação dos vários tipos de temperamento humano e uma literatura igualmente extensa sobre traços de personalidade ou domínios. Esses sistemas de classificação tentam descrever o temperamento e a personalidade normais e enfatizar as características predominantes dos diferentes tipos de temperamento e personalidade; eles são em grande parte o domínio da disciplina de psicologia. Os transtornos de personalidade, por outro lado, refletem o trabalho da psiquiatria, uma especialidade médica, e são orientados para a doença. Eles são classificados no Manual de Diagnóstico e Estatística (DSM), um produto da American Psychiatric Association.

## Tipos vs. traços
O termo tipo não tem sido usado consistentemente na psicologia e se tornou fonte de alguma confusão. Além disso, como as pontuações dos testes de personalidade geralmente caem em uma curva de sino em vez de em categorias distintas, as teorias de tipo de personalidade têm recebido críticas consideráveis entre os pesquisadores psicométricos. Um estudo que comparou diretamente um instrumento de “tipo” (o MBTI) a um instrumento de “traço” (o NEO PI) descobriu que a medida de traço era um melhor preditor de transtornos de personalidade. Por causa desses problemas, as teorias dos tipos de personalidade caíram em desuso na psicologia. A maioria dos pesquisadores agora acredita que é impossível explicar a diversidade da personalidade humana com um pequeno número de tipos distintos. Em vez disso, eles recomendam modelos de características, como o modelo de cinco fatores.

## Teorias de tipo
- Uma das primeiras formas de teoria dos indicadores de tipo de personalidade foi o sistema dos Quatro Temperamentos de Galeno, baseado no modelo dos quatro humores de Hipócrates ; um extenso sistema de cinco temperamentos baseado na teoria clássica foi publicado em 1958.[11]
- Um exemplo de tipos de personalidade é a teoria da personalidade do Tipo A e Tipo B. De acordo com essa teoria, pessoas impacientes e voltadas para realizações são classificadas como Tipo A, enquanto indivíduos descontraídos e relaxados são designados como Tipo B. A teoria originalmente sugeria que indivíduos Tipo A corriam mais risco de doença cardíaca coronária, mas esta afirmação não foi apoiada por pesquisas empíricas.[12]
- Um estudo sugere que as pessoas com personalidades do Tipo A têm maior probabilidade de desenvolver transtornos de personalidade, enquanto as do Tipo B têm maior probabilidade de se tornarem alcoólatras.[13]
- O psicólogo do desenvolvimento Jerome Kagan é um defensor proeminente da teoria do indicador de tipo. Ele sugere que crianças tímidas e retraídas são mais bem vistas como tendo um temperamento inibido, que é qualitativamente diferente do das outras crianças.[14]
- Por uma questão de conveniência, os teóricos dos traços às vezes usam o termo tipo para descrever alguém que pontua excepcionalmente alto ou baixo em um determinado traço de personalidade. Hans Eysenck se refere a fatores de personalidade superordenados como tipos e a traços associados mais específicos como traços.
- Várias teorias da psicologia popular (por exemplo, Homens são de Marte, Mulheres são de Vênus, o eneagrama) baseiam-se na ideia de tipos de pessoas distintamente diferentes[15].

## Carl Jung
Uma das ideias mais influentes teve origem no trabalho teórico de Carl Jung, publicado no livro Tipos psicológicos . A edição original em alemão, Psychologische Typen, foi publicada pela primeira vez por Rascher Verlag, Zurique, em 1921. Tipologias como Sociônica, avaliação MBTI e a teoria Classificador de temperamento de Keirsey  têm raízes na teoria junguiana.
O interesse de Jung pela tipologia surgiu de seu desejo de reconciliar as teorias de Sigmund Freud e Alfred Adler e de definir como sua própria perspectiva diferia da deles. Jung escreveu: “Ao tentar responder a essa pergunta, me deparei com o problema dos tipos; pois é o tipo psicológico de uma pessoa que, desde o início, determina e limita o julgamento de uma pessoa. ” (Jung, [1961] 1989: 207) Ele concluiu que a teoria de Freud era extrovertida e a de Adler, introvertida. (Jung, [1921] 1971: par. 91) Jung se convenceu de que a adversidade entre os campos Adleriano e Freudiano era devido a essa existência não reconhecida de diferentes atitudes psicológicas fundamentais, o que levou Jung “a conceber as duas teorias controversas da neurose como manifestações de um antagonismo de tipo. ” (Jung, 1966: par. 64) 

### Quatro funções da consciência
No livro, Jung classificou as pessoas em tipos principais de função psicológica. Jung propôs a existência de dois pares dicotômicos de funções cognitivas:
- As funções "racionais " (julgamento): pensamento e sentimento.[19]
- As funções “irracionais ” (perceptivas): sensação e intuição.[19]

Jung prosseguiu, sugerindo que essas funções são expressas de forma introvertida ou extrovertida. :17
De acordo com Jung, a psique é um aparelho de adaptação e orientação e consiste em várias funções psíquicas diferentes. Entre elas, ele distingue quatro funções básicas:
- sensação - percepção por meio da apreensão imediata da relação visível entre sujeito e objeto.[19]
- intuição - percepção de processos em segundo plano; por exemplo, impulsos inconscientes e / ou motivações de outras pessoas.[19]
- pensamento - função da cognição intelectual; a formação de conclusões lógicas.[19]
- sentimento - função de estimativa subjetiva, pensamento orientado para o valor.[19]

As funções de pensamento e sentimento são racionais, enquanto sensação e intuição não são racionais. De acordo com Jung, a racionalidade consiste em pensamentos figurativos, sentimentos ou ações com razão - um ponto de vista baseado em um conjunto de critérios e padrões. A irracionalidade não é baseada na razão. Jung observa que os fatos elementares também não são racionais, não porque sejam ilógicos, mas porque, como pensamentos, não são julgamentos.

### Atitudes: extroversão e introversão
A psicologia analítica distingue vários tipos ou temperamentos psicológicos: o extrovertido e o introvertido. Extroversão significa “voltar-se para fora” e introversão significa “voltar-se para dentro”. Essas definições específicas variam um pouco do uso popular das palavras.
As preferências por extroversão e introversão são freqüentemente chamadas de atitudes . Cada uma das funções cognitivas pode operar no mundo externo do comportamento, ação, pessoas e coisas (atitude extrovertida) ou no mundo interno das idéias e reflexão (atitude introvertida). As pessoas que preferem a extroversão concentram sua energia em dados externos objetivos. Eles procuram experimentar e basear seus julgamentos em dados do mundo exterior. Por outro lado, aqueles que preferem a introversão atraem sua energia para dados internos subjetivos. Eles procuram experimentar e basear seus julgamentos em dados do mundo interior.
O tipo de atitude pode ser considerado o fluxo da libido (energia psíquica). As funções são modificadas por dois tipos principais de atitude: extroversão e introversão. Em qualquer pessoa, o grau de introversão ou extroversão de uma função pode ser bastante diferente do de outra função.

### Quatro funções: sensação, intuição, pensamento, sentimento
Jung identificou dois pares de funções psicológicas:
- As duas funções irracionais (percepção), sensação e intuição[19]
- As duas funções racionais (julgamento), pensamento e sentimento [19]

Sensação e intuição são funções irracionais (percepção), o que significa que reúnem informações. Eles descrevem como as informações são recebidas e experimentadas. Indivíduos que preferem sensação têm mais probabilidade de confiar em informações que são reais, concretas e reais, o que significa que buscam as próprias informações. Eles preferem procurar detalhes discerníveis. Para eles, o significado está nos dados. Por outro lado, quem prefere a intuição tende a confiar em informações imaginadas ou hipotéticas, que podem ser associadas a outras informações possíveis. Eles estão mais interessados em possibilidades ocultas por meio do inconsciente. O significado está em como ou o que as informações poderiam ser.
Pensar e sentir são funções racionais (julgamento), o que significa que formam julgamentos ou tomam decisões. As funções de pensamento e sentimento são usadas para tomar decisões racionais, com base nos dados recebidos de suas funções de coleta de informações (sensação ou intuição). Aqueles que preferem pensar tendem a julgar as coisas de um ponto de vista mais imparcial, medindo a decisão pelo que é lógico, causal, consistente e funcional. Aqueles que preferem a função sentimento tendem a formar julgamentos avaliando a situação; decidir o valor da situação. Eles medem a situação pelo que é agradável ou desagradável, gostado ou não, harmonioso ou desarmônico, etc.
Como já observado, as pessoas que preferem a função de pensamento não necessariamente, no sentido cotidiano, “pensam melhor” do que suas contrapartes sentimentais; a preferência oposta é considerada uma forma igualmente racional de chegar a decisões (e, em qualquer caso, a tipologia de Jung é um discernimento de preferência, não de habilidade). Da mesma forma, aqueles que preferem a função sentimento não têm necessariamente reações emocionais “melhores” do que suas contrapartes pensantes.

### Função dominante
Todas as quatro funções são usadas em momentos diferentes, dependendo das circunstâncias. No entanto, uma das quatro funções é geralmente usada de forma mais dominante e proficiente do que as outras três, de forma mais consciente e confiante. De acordo com Jung, a função dominante é suportada por duas funções auxiliares. (Nas publicações MBTI, a primeira função auxiliar é geralmente chamada de função auxiliar ou secundária e a segunda função auxiliar é geralmente chamada de função terciária.) A quarta e menos função consciente é sempre o oposto da função dominante. Jung chamou isso de "função inferior" e Myers às vezes também a chamou de "função sombra".
O modelo tipológico de Jung considera o tipo psicológico semelhante ao canhoto ou destro: os indivíduos nascem com, ou desenvolvem, certas maneiras preferidas de pensar e agir. Essas diferenças psicológicas são classificadas em quatro pares opostos, ou dicotomias, resultando em oito tipos psicológicos possíveis. As pessoas tendem a achar mais difícil usar suas preferências psicológicas opostas, mesmo que possam se tornar mais proficientes (e, portanto, comportamentalmente flexíveis) com a prática e o desenvolvimento.
As quatro funções operam em conjunto com as atitudes (extroversão e introversão). Cada função é usada de forma extrovertida ou introvertida. Uma pessoa cuja função dominante é a intuição extrovertida, por exemplo, usa a intuição de maneira muito diferente de alguém cuja função dominante é a intuição introvertida.
Os oito tipos psicológicos são os seguintes:
- Sensação extrovertida
- Sensação introvertida
- Intuição extrovertida
- Intuição introvertida
- Pensamento extrovertido
- Pensamento introvertido
- Sentimento extrovertido
- Sentimento introvertido [20]

Jung teorizou que a função dominante caracteriza a consciência, enquanto seu oposto é reprimido e caracteriza a atividade inconsciente. Geralmente, tendemos a favorecer nossa função dominante mais desenvolvida, enquanto podemos ampliar nossa personalidade desenvolvendo as outras. Relacionado a isso, Jung observou que o inconsciente muitas vezes tende a se revelar mais facilmente por meio da função inferior menos desenvolvida de uma pessoa. O encontro com o inconsciente e o desenvolvimento das funções subdesenvolvidas, portanto, tendem a progredir juntos.
Quando as funções inferiores inconscientes não se desenvolvem, ocorre o desequilíbrio. Em Tipos psicológicos, Jung descreve em detalhes os efeitos das tensões entre os complexos associados às funções de diferenciação dominante e inferior em indivíduos altamente unilaterais.

### Tipos de personalidade e preocupantes
A relação entre preocupação - a tendência dos pensamentos e imagens mentais de alguém girar em torno e criar emoções negativas e a experiência de um nível frequente de medo - e o modelo de tipos psicológicos de Jung tem sido objeto de estudos. Em particular, a análise correlacional mostrou que a tendência a se preocupar está significativamente relacionada às dimensões de introversão e sentimento de Jung. Da mesma forma, a preocupação mostrou fortes correlações com timidez e medo de situações sociais. A tendência do preocupado de ter medo de situações sociais pode fazer com que pareça mais retraído.
O modelo de Jung sugere que a dimensão superordenada da personalidade é a introversão e a extroversão. Os introvertidos tendem a se relacionar com o mundo externo ouvindo, refletindo, sendo reservados e tendo interesses específicos. Os extrovertidos, por outro lado, são adaptáveis e em sintonia com o mundo externo. Eles preferem interagir com o mundo exterior conversando, participando ativamente, sendo sociáveis, expressivos e tendo uma variedade de interesses. Jung (1921) também identificou duas outras dimensões da personalidade: Intuição - Sentir e Pensar - Sentir. Os tipos de detecção tendem a se concentrar na realidade das situações presentes, prestam muita atenção aos detalhes e se preocupam com os aspectos práticos. Os tipos intuitivos se concentram em prever uma ampla gama de possibilidades para uma situação e favorecem ideias, conceitos e teorias em vez de dados. Os tipos pensantes usam o raciocínio objetivo e lógico ao tomar suas decisões, são mais propensos a analisar os estímulos de uma maneira lógica e imparcial, são mais estáveis emocionalmente e pontuam mais alto em inteligência. Os tipos sentimentais fazem julgamentos com base em valores subjetivos e pessoais. Na tomada de decisões interpessoais, os tipos sentimentais tendem a enfatizar o compromisso para garantir uma solução benéfica para todos. Eles também tendem a ser um pouco mais neuróticos do que os tipos pensantes. A tendência do preocupado de experimentar um afeto de medo pode se manifestar no tipo de sentimento de Jung.